# Ficus gymnorygma
Ficus gymnorygma är en mullbärsväxtart som beskrevs av Summerhayes. Ficus gymnorygma ingår i släktet fikonsläktet, och familjen mullbärsväxter. Inga underarter finns listade i Catalogue of Life.